# Émile Poillot
Pour les articles homonymes, voir Poillot.
Émile André Poillot, né le 10 mars 1886 à Dijon et mort le 22 juin 1948  à Dijon, est un organiste et pianiste français.

## Repères biographiques
Émile Poillot est le troisième fils de Jules Poillot (1852-1938), qui a tenu l'orgue de chœur de l'église Saint-Michel de Dijon durant 54 ans, et qui l'initia à la musique dès l'âge de 5 ans.
En 1894, à 8 ans, il débute au conservatoire de Dijon dans la classe de solfège, où il obtient une 1re mention avec la note Très Bien.
En octobre 1895 il entre à la maîtrise de la cathédrale de Dijon, que dirige l'abbé René Moissenet,, dont le frère et assistant, l'abbé Joseph Moissenet, lui donne des leçons de piano, l'initie au jeu de l'orgue et à l'accompagnement du plain chant,. Dès l'âge de 10 ans, Émile Poillot partage avec son maître le service de l'orgue de chœur aux offices de la cathédrale,, et à 11 ans il fait ses débuts sur le grand orgue,.
En 1900, au conservatoire de Dijon, il entre dans les classes de piano et d'harmonie d'Adolphe Dietrich,.
Dès la fin de sa première année d'études, à 15 ans, il y remporte le 1er prix de piano et le 2e prix d'harmonie, l'un comme l'autre à l'unanimité.
Puis ce sont l'année suivante, au concours d'excellence, le prix du ministre de l'Instruction Publique et des Beaux-Arts, et le 1er prix d'harmonie à l'unanimité,,.
Le 5 octobre 1903, il est admis dans la classe de piano d’Isidor Philipp au Conservatoire de musique et de déclamation à Paris.
Il remporte un 1er accessit en 1906,. En avril 1907 Joseph Edouard Risler succède à Isidor Philipp.
Le jeudi 4 juillet 1907, dans la classe de Risler, Émile Poillot remporte un 1er prix de piano, 4e sur 6,,.
De 1904 à 1907, à la basilique Sainte-Clotilde de Paris, il est l’assistant de Maurice Emmanuel, maître de chapelle, et le suppléant de Léon Cazajus, organiste accompagnateur, Charles Tournemire étant alors titulaire des grandes orgues,,.
En 1907, il entre dans la classe d'orgue d’Alexandre Guilmant,, avec Louis Vierne pour répétiteur.
Le 18 juin 1909, il remporte un 2e accessit, puis le 14 juin 1910, le 2e prix.
Fin janvier 1911, Guilmant abandonne la classe d’orgue, Louis Vierne le supplée. 

« Magnifique virtuose, doublé d’un solide improvisateur, Émile Poillot complétait le trio qui se partageait l’intérêt du maître. »

— Bernard Gavoty, Louis Vierne : la vie et l'œuvre
Eugène Gigout est nommé à la succession de Guilmant le 3 juin 1911, et le 15 juin, dans sa classe, Émile Poillot remporte brillamment le 1er prix d'orgue et d’improvisation, à l'unanimité. Il n’y eut pas de 2e prix cette année là. 

« Cette année, le grand favori de la classe était Émile Poillot. Il avait eu un premier prix de piano [...]. Son entraînement à l’orgue faisait présager un fort beau concours ; cela ne manqua pas de se produire [...]. Poillot avait tenu ferme le drapeau de l’école, émule enthousiaste de ses devanciers. »

— Louis Vierne, Mes souvenirs
Entré dans la classe de composition de Charles-Marie Widor en janvier 1906,, il est admis en juin 1908 pour le concours de fin d’année de la classe de fugue, mais il ne sera pas primé.
Au Conservatoire, il suit également les cours de Maurice Emmanuel, qui a été nommé professeur d’histoire de la musique le 7 novembre 1909.
Il revient dans sa ville natale, Dijon, et le 21 décembre 1911, il est nommé sans concours titulaire du grand orgue Riepp de Saint-Bénigne qui était vacant depuis plus de deux ans, succédant ainsi à Nicolas-Joseph Wackenthaler. Il tiendra l’orgue pendant 36 ans, jusqu’à sa mort en 1948.
En 1913, il figure parmi les grégorianistes de Saint-Germain-en-Laye, aux côtés de Mgr René Moissenet, de Maurice Emmanuel et d'Albert Alain.
Réformé de l’armée, il est incorporé pendant la guerre dans l'aviation. En 1915, il cantonne à Auxonne, près de Dijon.
En avril 1917, il suit une formation en mécanique au 2e groupe d’aviation à Bron, près de Lyon, puis en juillet 1917, il devient dactylo au bureau du Groupe de Bombardement no 2, à Malzéville, tout près de Nancy. Il en est réduit à pratiquer une musique de café-concert pour distraire ses chefs, et recherche une situation pour l'après-guerre,.
La Gazette des Classes de Composition du Conservatoire, fondée par Nadia et Lili Boulanger en décembre 1915, permet aux musiciens engagés dans la guerre d'échanger des nouvelles réciproques. Émile Poillot y contribuera en 1917 et 1918,,.
En mars 1918 il est secrétaire au bureau du Groupe de Bombardement no 2, et quitte Nancy pour Epiez-sur-Meuse, près de Vaucouleurs, où il restera jusqu’à sa démobilisation fin mars 1919.
Le 1er octobre 1919, sur la proposition d'André Gedalge, Inspecteur de l'Enseignement musical, et de Louis-Charles Dumas, Directeur du Conservatoire de Dijon, une classe de perfectionnement pour le piano est ouverte pour lui au Conservatoire de Dijon,, où il sera professeur pendant 25 ans.
Le 15 juillet 1920, il épouse Anne Marie Ernestine Huot à Dijon. Le 17 juillet 1920 le mariage religieux est célébré en l'église de Selongey, avec la participation de la maîtrise de la cathédrale de Dijon,. De cette union naîtront 5 enfants.
En 1921, il est nommé membre du Comité d’Examen de la Classe d’Orgue au Conservatoire de Paris.
En 1923, il est appelé à faire partie du jury pour les concours publics de fin d'année du conservatoire de Lyon. En 1929, il est membre du jury du concours de piano supérieur.
En 1939, il est élu membre associé de l’Académie des sciences, arts et belles-lettres de Dijon.
Le 27 juin 1939, il est membre du jury du concours d'interprétation et d'improvisation des Amis de l'Orgue, au temple protestant de l'Étoile, à Paris.
En 1940, on lui confie la classe supérieure de piano du Conservatoire de Dijon.
La classe d'orgue dont il rêvait ne sera créée qu’après sa mort, en 1949, et confiée à André Fleury.
Malade depuis 1946, Émile Poillot est remplacé la plupart du temps par l'abbé Maurice Lefèvre, organiste de la maîtrise.
Il joue ses derniers offices à Saint-Bénigne pour Pâques, le 28 mars 1948, il faut alors le porter jusqu'à ses claviers. Il meurt le 22 juin 1948 à l'âge de 62 ans,,,.
Pendant quelques mois, l’abbé Labbé, organiste du Sacré-Cœur, assure l’intérim et André Fleury lui succède en novembre 1948 à la tribune de la cathédrale Saint-Bénigne.
Son petit-fils, Michel Poillot, est l'actuel titulaire de l'orgue de la basilique Notre-Dame-de-Bonne-Garde de Longpont-sur-Orge, depuis 1997,.
Pour le 30e anniversaire de sa mort, un concert en Hommage à Émile Poillot fut donné le 1er décembre 1978 à la cathédrale Saint-Bénigne, par André Fleury à l'orgue et la maîtrise de la cathédrale, dirigée par l'abbé Jean-Marie Rolland.
Un square et une rue portent son nom à Dijon.

## Le musicien

### L'organiste
Comme organiste, Poillot s'inscrit dans la tradition des interprètes et improvisateurs de l'école française du début du XXe siècle,. Il était particulièrement connu pour ses brillantes improvisations : 

« Si son talent d’exécutant l’égalait aux meilleurs artistes de l’époque (tout le grand répertoire lui était familier), c’est en improvisant qu’il se révélait. »

— Joseph Samson, Un maître-organiste : Émile Poillot

« Quand Poillot improvise, je ne me lasse pas d'écouter... »

— Louis Vierne, cité par Joseph Samson

En ce temps-là, il était rare d'entendre l'orgue en dehors des offices ou manifestations religieuses. Les prestations musicales d'Émile Poillot à Saint-Bénigne trouvaient leur place dans ce contexte, l'orgue étant accompagné la plupart du temps par la Maîtrise, dirigée par Mgr René Moissenet jusqu'en 1939, puis par Joseph Samson : 

« L’église cathédrale Saint-Bénigne possédait déjà à cette époque une maîtrise extraordinaire et un organiste prestigieux : Émile Poillot. On y venait alors de toute l’Europe et d’Amérique pour entendre les offices. »

— Henri Vincenot, Mémoires d'un enfant du rail

« Avez-vous pu entendre Poillot ? C'est un grand artiste. »

— Jean Fellot, Lettre à Joachim Havard de la Montagne
Quelques concerts jalonnent cependant sa carrière d'organiste :
- En juillet 1920, à Saint-Bénigne, à l'occasion d'une conférence du chanoine Clément Besse Dieu est le musicien, l'âme est la symphonie, il interprète des pièces de Bach, Vierne, Franck et Widor[42],[36].
- En 1921, il inaugure les nouvelles orgues de la basilique Saint-Martin d'Ainay à Lyon[56].
- En 1930, il inaugure le grand orgue restauré de Saint Eusèbe à Auxerre[57].
- Le samedi 19 mars 1932, à 17 h, à la Salle Pleyel à Paris, il joue pour les Amis de l'Orgue. Le concert est radiodiffusé en direct sur Radio Tour Eiffel[41],[58],[59]. « Son improvisation, solidement construite et d’une couleur chatoyante, sur un thème proposé par M. Ch. Tournemire a provoqué l’enthousiasme de l’assistance[60]. »
- Le 18 juin 1933, la messe Assumpta Est de Palestrina et le Credo de Vittoria, chantés par la maîtrise de Saint Bénigne et accompagnés à l’orgue à la cathédrale de Dijon, sont radiodiffusés par Lyon La Doua, relayée par Paris PTT[61].
- Le 16 mai 1937, la Missa Sine Nomine à 6 voix de Philippus de Monte et le Cantabile de César Franck, chantés par la maîtrise de Saint Bénigne et accompagnés à l’orgue à la cathédrale de Dijon, sont radiodiffusés par Lyon La Doua[62].
- Le dimanche 24 juillet 1937, il donne une audition d’orgue à l'église Saint-Augustin, à Paris, dans le cadre d’un congrès international de musique sacrée[41],[63].
- Le dimanche 7 novembre 1937, il accompagne à l’orgue la messe de l'association des Salins de Bregille, en l'église Saint-Pierre de Besançon.
- Le 23 novembre 1947 eut lieu l'inauguration du nouvel orgue Merklin de l'église du Sacré-Cœur à Dijon : Georges Ibos, organiste de l'église Saint-Honoré d'Eylau à Paris, devait donner ce concert conjointement avec Émile Poillot, mais la grève des chemins de fer l'ayant empêché de venir à Dijon, c'est Émile Poillot qui assura seul le programme musical, malgré sa maladie[42],[36].

### Le pianiste
Émile Poillot a donné de nombreux concerts de piano, en soliste ou en accompagnement.
À Dijon, il se produisait en soliste à l'occasion des concerts de la Société du Conservatoire,.
Il a accompagné son ami le violoncelliste Maurice Maréchal lors de plusieurs tournées : France et Wiesbaden (1921), Espagne, Maroc espagnol et Portugal (1925, et 1926), France (1928), Singapour (lundi 7 août 1933) et Indes Néerlandaises (août et septembre 1933),,.

## Dédicaces
- Maurice Emmanuel, Trois pièces pour orgue ou harmonium op. 14 (1892-1911), à Émile Poillot[69],[70]:

1. Andante sur deux thèmes liturgiques (O salutaris Hostia - Adoro Te devote)[71],
2. Sortie[72],
3. Andantino (1892)[73],[74].

- Charles Tournemire, L'Orgue mystique, 51 offices de l'année liturgique inspirés du chant grégorien et librement paraphrasés, cycle après la Pentecôte, op. 57 (1927-1932), 40. Dominica XIV post Pentecosten, à son ami Poillot, organiste de la cathédrale de Dijon[69],[70],[75],[76].
- Louis Vierne, Vingt-quatre pièces en style libre, op. 31, Livre II (1913), 24. Postlude, Quasi fantasia à Émile Poillot[77],[78],[79].

## Compositions
- Fugue à 4 voix en mi bémol (1906), inédite.
- Allegretto en mi (mai 1913), révisé par Yves Cuenot, qui l’interpréta le 2 juin 2013 au grand orgue de la cathédrale Saint-Bénigne de Dijon (Côte-d'Or)[80].
- Ave Maria (1918), Lyon, Janin Frères, Éditeurs, J.F. 1023, A mon cher et vénéré maître le Chanoine René Moissenet, Maître de Chapelle de la cathédrale de Dijon.
- Largo, inédit.
- Adagio, inachevé.

## Créations
- Trois Odelettes anacréontiques, op. 13 (1911), de Maurice Emmanuel, le 27 mars 1912 à Paris[81],[82].
- Première sonatine pour piano, dite bourguignonne, op. 4 (1893), de Maurice Emmanuel, le 14 mars 1923 à Dole[82].
- Seconde sonatine pour piano, dite pastorale, op. 5 (1897), de Maurice Emmanuel, le 11 novembre 1922 à Beaune[82].

## Élèves
Émile Poillot a eu beaucoup d'élèves de piano et d’orgue à Dijon, parmi eux :
- Ralph L. Grosvenor, organiste et compositeur américain, après la 1re guerre mondiale[83],[84].
- Michel Chapuis, pendant 1 an, en 1943[85].
- Jean Bouvard, organiste, compositeur et professeur lyonnais[86].
- Claude Bèche, professeur de piano au Conservatoire à rayonnement départemental du Mans.
- Jean Mathieu, organiste de l'église du Sacré-Cœur de Dijon.
- Christian Blaise, organiste de l'église Saint-Michel de Dijon.
- Odette Vinard, organiste du temple protestant de Dole[85].
- Isabelle Manieux, pianiste accompagnatrice au Théâtre de Dijon durant 35 ans.
- Joseph Magloire, personnage principal du roman et récit historique Le jardin d’Orléans[87], de Catherine Saulieu.